# Rubí (Gerichtsbezirk)
Der Gerichtsbezirk Rubí ist einer der 25 Gerichtsbezirke in der Provinz Barcelona.
Der Bezirk umfasst 3 Gemeinden auf einer Fläche von 111,51 km² mit dem Hauptquartier in Rubí.

## Gemeinden
| Gemeinde              | Einwohner (2024) | Fläche km² | Dichte Einw./km² | Cod INE | Postleitzahl                     |
| --------------------- | ---------------- | ---------- | ---------------- | ------- | -------------------------------- |
| Castellbisbal         | 12.972           | 31,04      | 418              | 08054   | 08755                            |
| Rubí                  | 81.532           | 32,20      | 2.532            | 08184   | 08191                            |
| Sant Cugat del Vallès | 98.621           | 48,27      | 2.043            | 08205   | 08172–08174, 08190, 08195, 08198 |
| Gerichtsbezirk Rubí   | 193.125          | 111,51     | 1.732            | –       | –                                |